# Karl Mostböck
Karl Mostböck (* 12. April 1921 in Grein; † 19. Oktober 2013 in Steyr) gilt als bedeutender österreichischer Vertreter der informellen und skripturalen Malerei.

## Kurzbiografie

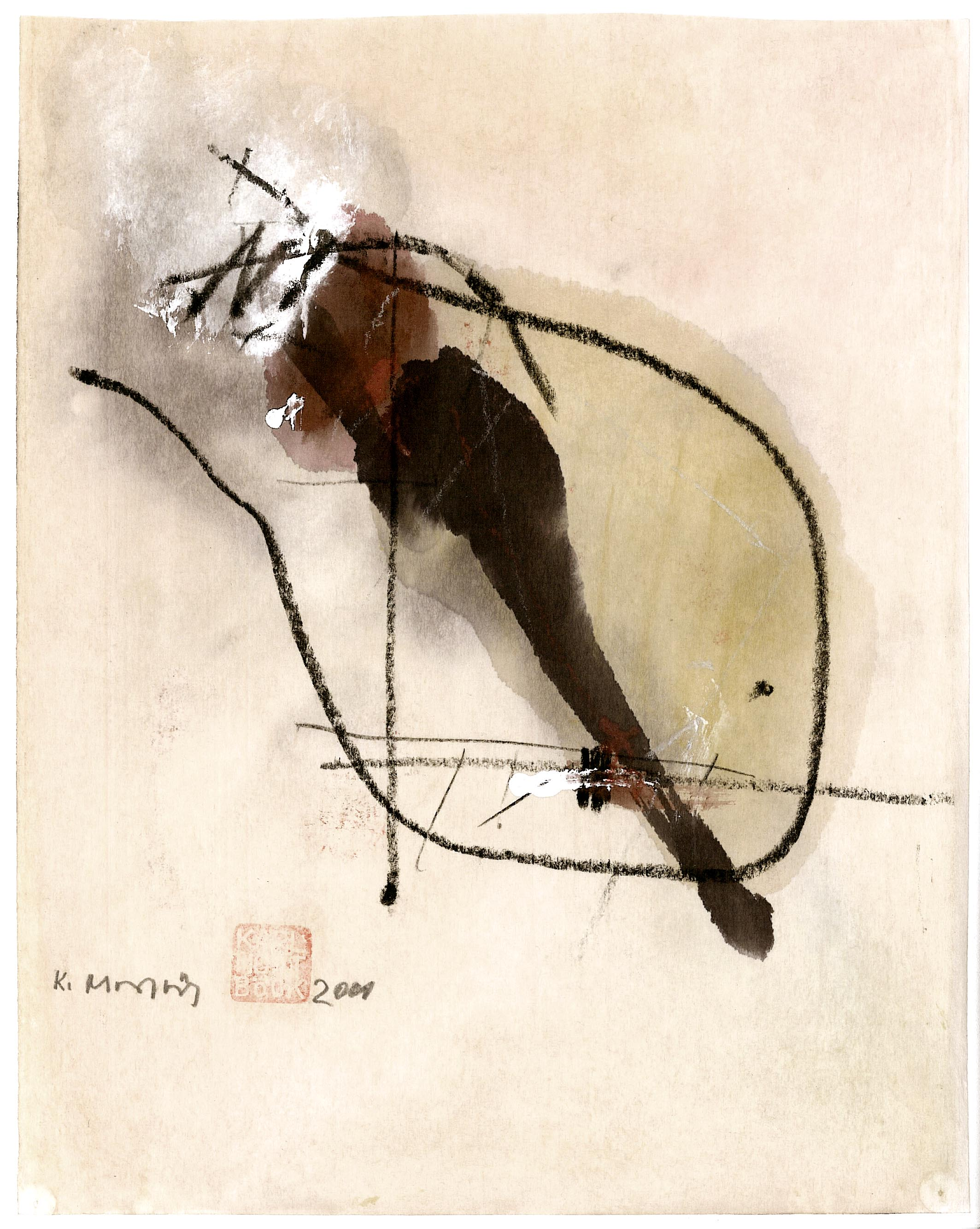
Aquarell auf Papier, 343 × 275 mm, 2001, Beispiel für eines der Werke Karl Mostböcks

Mostböck arbeitete nach dem Krieg als technischer Grafiker in den Steyr-Werken, wo er technische Konstruktionen für die Werbung umsetzte. Er lebte ab 1949 in Steyr und war mit Hertha Mostböck (geborene Sonnleitner) verheiratet.
Er zeigte bereits während der Schulzeit besondere Begabung für Malerei und Musik, allerdings fehlte ihm die Möglichkeit zum Besuch einer Zeichenschule oder Akademie, sodass er auf sich selbst angewiesen war und zwangsläufig eine persönliche Eigenständigkeit entwickelte, die für seinen gesamten künstlerischen Werdegang charakteristisch wurde.
Aus seiner beruflichen Tätigkeit erhielt er neue Impulse, verschiedenste Kunstbände, die er sorgsam und gezielt zusammentrug, gaben ihm Hinweise und waren Einführung in seine Entwicklung von Malerei und Zeichnung. Durch das gründliche Studium der Klassiker der Malkunst erweiterte er seine Fähigkeiten.
Der Einfluss der Zen-buddhistischen Philosophie auf sein Werk ist ab 1964 erkennbar, wobei ihn die Kraft, die aus der Einfachheit und in der Stille erwächst, beeindruckte. Die Beschäftigung mit der Art brut führte zu einer weiteren Entwicklung, wobei ab 1985 auch das Informel in die Arbeiten einfloss.
Seine Werke sind in in- und ausländischen Museen vertreten u. a. in der Albertina Wien, in der Kunstsammlung Liechtenstein in Vaduz, im Leopold Museum Wien, dem Gustav-Lübcke-Museum der Stadt Hamm (Deutschland), im oberösterreichischen Landesmuseum, im niederösterreichischen Landesmuseum, dem Lentos Museum Linz, im Musee de Letat in Luxemburg, im Stadtmuseum Bruneck (Italien) oder im Museum Angerlehner in Thalheim bei Wels.

## Werke
Zu den Werken Mostböcks zählen zahlreiche Zeichnungen, Ölbilder, Kopien verehrter Vorbilder, Landschaften, Städtebilder, Köpfe, Blumen-Aquarelle, Stillleben, Farbkompositionen, informelle Arbeiten, Tuschbilder u. a. m.
2014 wurde ein Verein gegründet, der sich um das Lebenswerk Mostböcks annimmt.

## Einzelausstellungen (Auswahl)
- 1954/55/56/61 Teilnahme am Grafikwettbewerb in Innsbruck
- 1966 Galerie Autodidakt, Wien
- 1967/1970 Galerie TAO, Wien
- 1968 Galerie Suljak, Dubrovnik
- 1975 Galerie Sazenhofen, Grödig
- 1977/78/80/85/86/87 Teilnahme Art Basel
- 1978/80/82 Galerie Würthle, Wien
- 1978 Galerie Radicke, Bonn
- 1979 Musée de l’Etat, Luxemburg
- 1979 Galerie Welz, Salzburg
- 1979 Galerie Wölfer, Berlin
- 1980 Residenzgalerie, München
- 1981 Galerie Kutter, Luxemburg
- 1983 Galerie Haas, Vaduz
- 1986 Kunsthaus Schaller, Stuttgart
- 1986 Galerie Schlossgraben, Düsseldorf
- 1986 Galerie Gabriel, Wien
- 1991 Galerie Weihergut, Salzburg
- 1994 Oberösterreichischen Landesmuseum, Linz
- 1998 Oberösterreichischer Kunstverein,
- 2000 Deutsche Bank, Lippstadt
- 2001 Galerie im Ragenhaus, Bruneck
- 2001 Galerie Lang Wien
- 2002 Galerie am Domplatz, Münster
- 2002 Danubiana Meulensteen Art Museum, Bratislava
- 2003 Galerie Steyrdorf und Kunstverein Steyr
- 2004 Galerie Edo Pognocelli, Bergamo
- 2007 Gustav-Lübcke-Museum, Hamm
- 2008 Siegerlandmuseum der Stadt Siegen
- 2008 Stadtmuseum Beckum
- 2009 Galerie Schloss Parz
- 2014 Museum Angerlehner
- 2015 Österreichische Botschaft, Tokio
- 2017 Galerie Artmark, Wien

## Gruppenausstellungen (Auswahl)
- 1954 O.Ö. Landesmuseum, Junge Künstler Oberösterreichs, Grafikwettbewerb
- 1958 Salzburger Künstlerhaus
- 1962 Residenz Salzburg, Biennale christlicher Kunst
- 1969 Wiener Secession, Linz im Bild
- 1977 Kunstmesse Washington, USA
- 1980 Galerie Contact, Karl Mostböck – August Stimpfl
- 1983 Kettering USA, Visual Art Series
- 1984 Palais Liechtenstein, Feldkirch
- 1986 Kunsthaus Schaller, Stuttgart, mit deutschen Aquarellisten
- 1995 Linzer Schlossmuseum, Bildende Kunst 1945–1955
- 1996 Oberösterreichischer Kunstverein, die Farbe Blau
- 1999 Oberösterreichischen Landesmuseum Linz, die Kunst der Linie
- 2005 Galerie Lukas, Frankfurt/Main, Herbstdialog
- 2006 Clarisse Praun – Karl Mostböck, Artmark Galerie Wien
- 2006 Galerie Lang Wien, Österreichische Meisterzeichnung
- 2008 Liebe, Love, Paare von Munch bis Warhol, Gustav Lübcke Museum Hamm, BRD
- 2011 Galerie in der Schmiede, Pasching/Linz, ON – Positionen der Stille
- 2012 Galerie Schloss Parz, F.J. Altenburg, K. Mostböck, G. Stifter
- 2014 Stadtmuseum Bruneck, Zeichnungen – Highlights aus Südtirol und Österreich
- 2017 Galerie Artmark, Wien, Ost West – West Ost

## Auszeichnungen
- 1984 Berufstitel „Professor“
- 1991 Ehrenmedaille der Stadt Steyr
- 1994 Ehrenbürger der Stadt Grein
- 1996 Österreichisches Ehrenkreuz für Wissenschaft und Kunst I. Klasse
- 2001 Ehrenring der Stadt Steyr
- 2008 Ehrenbürger der Stadt Steyr